# Podpatek
Podpatek 

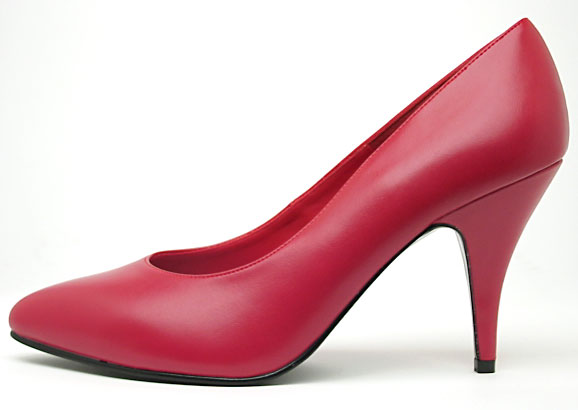
Klasická dámská bota s vysokým podpatkem

(lidově kramflek) je část obuvi, která ji zvyšuje pod patou. Nízké podpatky jsou vhodné pro stabilní chůzi a vyskytují se, mimo jiné, na trekingových botách, dále také na pánské obuvi určené pro sportovní tanec. Dámské společenské boty mívají podpatky vysoké, tato obuv se pak podle svého tvaru, který se podobá loďce, nazývá lodičky. Část podpatku dotýkající se při chůzi země nebo podlahy je označována jako patník, obvykle bývá oddělitelná.

## Historie

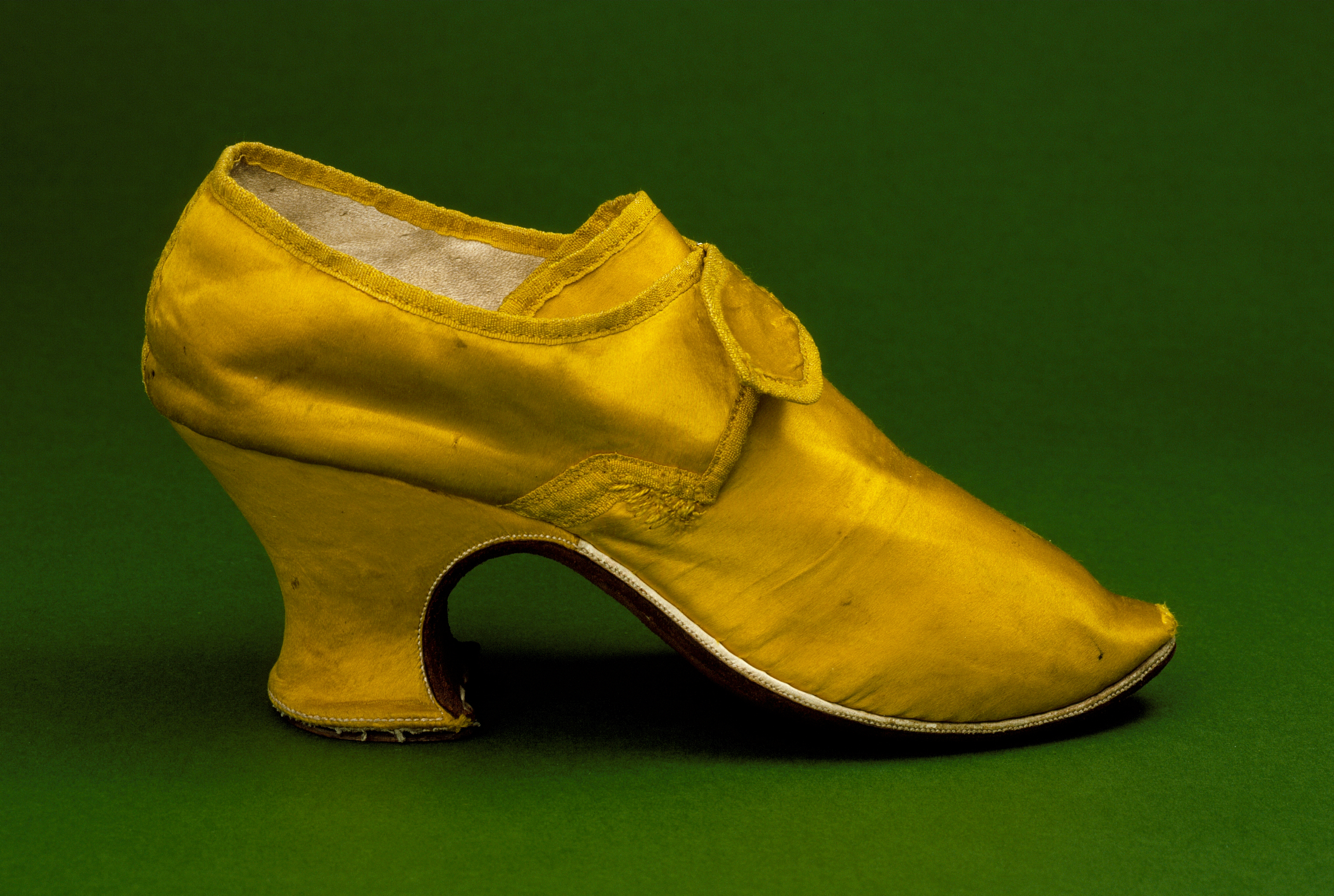
Dámská bota s tzv. Ludvíkovským podpatkem (1760–1765) ze sbírek Los Angeles County Museum of Art (M.81.71.2a-b.)

Boty s vysokým podpatkem zdaleka nejsou moderním vynálezem a obojí, pánské i dámské, mají bohatou historii. O tom, kdy spatřily světlo světa, panují určité dohady.
Ačkoli jsou boty s vysokým podpatkem vyobrazeny již na staroegyptských nástěnných malbách v hrobkách a v chrámech, nejstarší dochované záznamy o mužích a ženách nosících boty se zvýšeným podpatkem pocházejí ze starověkého Řecka.
Panuje obecný předpoklad, že boty s vysokým podpatkem se poprvé objevily na svatbě Kateřiny Medicejské s Vévodou orleánským, pozdějším králem Jindřichem II., v roce 1533. Nevěsta měla boty, které jí pro tuto příležitost zhotovili florentští ševci. Následně se tyto italské boty staly normou dámské obuvi na vévodově dvoře ve Francii. V tomto případě však může jít o historický podvrh, neboť k vývoji podpatků začalo docházet teprve koncem 80. let 16. století.
Boty s vysokým podpatkem nosila údajně i anglická královna Marie I. (1516–1558).
Kolem roku 1660 vytvořil švec Nicholas Lestage boty s vysokým podpatkem pro francouzského krále Ludvíka XIV. Některé byly až 10 cm vysoké a mnohé z nich zdobily různé bitevní výjevy. Tento tzv. Ludvíkovský podpatek se následně stal módním prvkem dámské garderoby. Dnes se tento termín používá k označení podpatků, jaké nosila Madame de Pompadour, milenka krále Ludvíka XV.
Trend k nižším podpatkům koncem 18. století byl podnícen Velkou francouzskou revolucí. Během ní se totiž vysoké podpatky staly symbolem blahobytu. A protože se lidé z pochopitelných důvodů snažili nevypadat jako bohatí, zmizely mužské i ženské vysoké podpatky rychle z ulic i z běžného trhu. Během Revoluce se nosily podstatně nižší podpatky než kdykoli předtím v celém 18. století.